# Bracken County
Bracken County är ett administrativt område i delstaten Kentucky, USA, med 8 488 invånare. Den administrativa huvudorten (county seat) är Brooksville. 

## Geografi
Enligt United States Census Bureau så har countyt en total area på 541 km². 526 km² av den arean är land och 15 km² är vatten. 

### Angränsande countyn

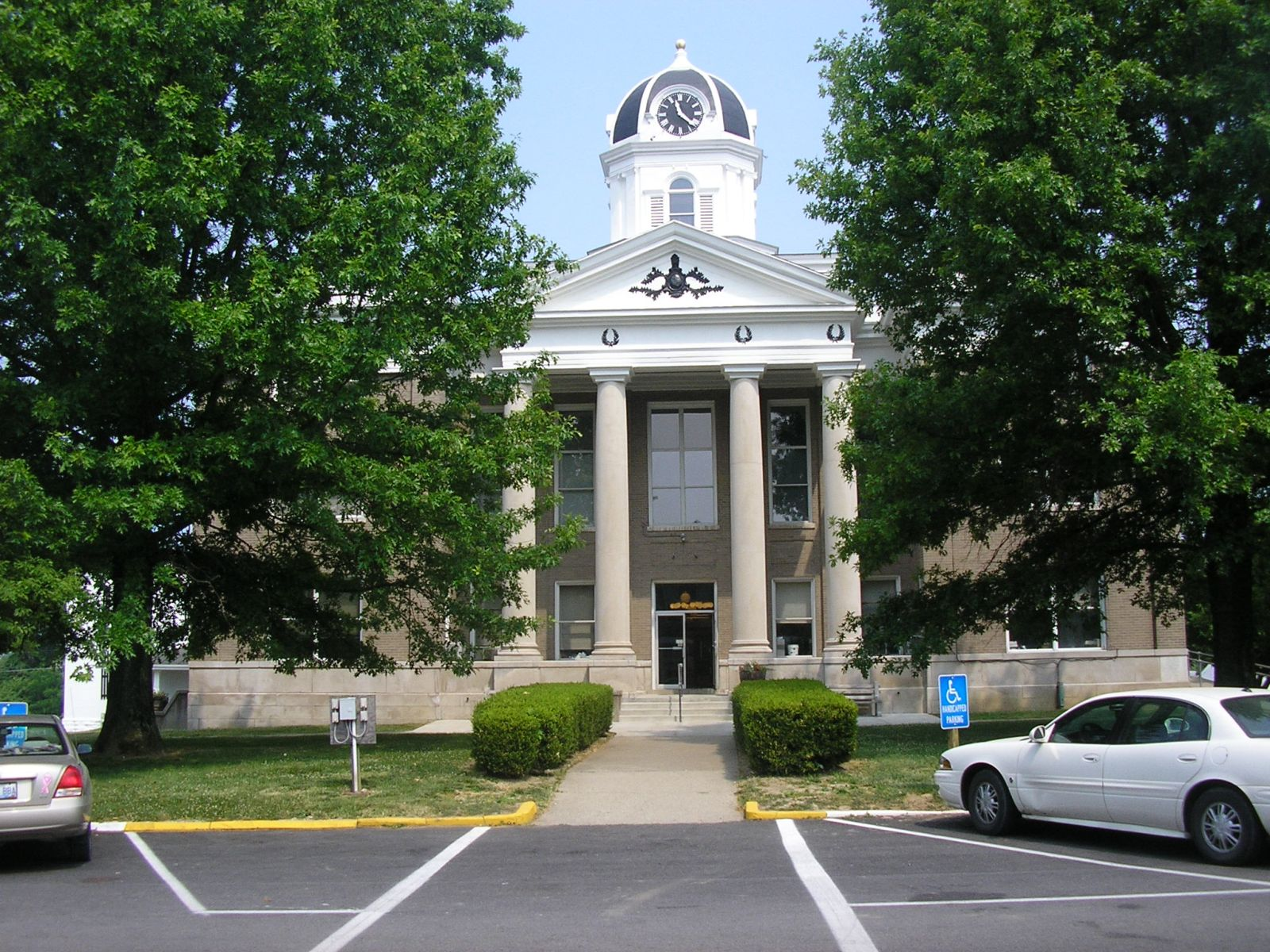
Bracken County Courthouse i Brooksville.

- Clermont County, Ohio - nord
- Brown County, Ohio - nordost
- Mason County - öst
- Robertson County - syd
- Harrison County - sydväst
- Pendleton County - väst